# Psychanalyse et pédiatrie
Pour les articles homonymes, voir Psychanalyse (homonymie) et Pédiatrie.
Psychanalyse et pédiatrie : les grandes notions de la psychanalyse, seize observations d'enfants est la thèse de médecine soutenue par Françoise Dolto en 1939, dans laquelle elle expose certaines bases de sa méthode de psychanalyse des enfants qu'elle développera au long de sa vie, notamment le fait de parler directement aux enfants de la réalité de leur vécu à l'aide d'un langage qui leur est accessible. 